# Fédération italienne des échecs

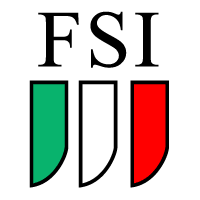
Logo de la fédération italienne des échecs.

La fédération italienne des échecs (Federazione Scacchistica Italiana en italien) est l’organe qui s’occupe notamment de promouvoir le jeu d’échecs en Italie, d’organiser le championnat, et d’attribuer les classements Elo aux joueurs.

## Historique
La fédération a été créée en 1920, s’est affiliée à la FIDE en 1924. Le premier championnat national a eu lieu à Viareggio en 1921. Elle n'organise toutefois pas d'événement majeur jusqu'en 1948, à Venise. Depuis, elle a notamment organisé le championnat du monde d'échecs à Merano, avec notamment le match entre Anatoli Karpov et Viktor Korchnoi.

## Compétitions
Le premier championnat national a eu lieu à Viareggio en 1921.
La fédération organise également le tournoi de Reggio Emilia, devenu un moment marquant de la vie échiquéenne.